# Ache inondée
Pour les articles homonymes, voir Ache faux-cresson.
Espèce
Classification phylogénétique
L'Ache inondée, appelée aussi céleri inondé ou encore ache faux-cresson (Helosciadium inundatum), est une espèce de plantes à fleurs de la famille des Apiaceae.
Synonyme :
- Apium inundatum (L.) Rchb.f.

## Description

### Appareil végétatif
Hélophyte – Hydrohémicryptophyte.
C'est une plante aquatique.
C'est une plante vivace et rampante de 10 à 40 cm de hauteur. Hémicryptophyte stolonifère, elle assure sa multiplication végétative par des stolons et peut facilement coloniser tout un espace. Prospérant dans les ceintures végétales des zones humides, hélophyte, ses racines doivent toujours être sous l'eau ;  certaines feuilles sont immergées, d’autres sont aériennes.

Les feuilles submergées sont très découpées en lanières étroites et bi-tripennatiséquées, les feuilles aériennes sont pennatiséquées, et les folioles sont en coin à la base.

Les tiges flottantes ou rampantes sont assez longues et glabres.

### Appareil reproducteur
Les fleurs forment de minuscules ombelles blanches qui ont deux, parfois trois rayons, sans bractées.

## Écologie
Période de floraison : juin à septembre.
Régions d'origine et régions où la plante s'est naturalisée : mares, fossés inondés, étangs, ruisseaux, dans le Nord, l'Ouest, le Centre. Rare dans l'Est, absente dans le Midi.

Dans la région Nord-Pas-de-Calais : très localisée sur les sites littoraux du Fort-Vert (Marck) et du Platier d'Oye (Oye-Plage) et sur le plateau d'Helfaut où elle est encore connue de quelques mares et étangs oligotrophes.
Habitat (type d'écosystème, pH, type de sol, ensoleillement) : végétations amphibies en bordure de mares où les berges peuvent émerger.
Espèce rencontrée souvent sur substrat sableux oligotrophe, en général plutôt acide.

## Statut
L'Ache inondée est protégée en Île-de-France et dans le Nord-Pas-de-Calais.